# Далабайська сільська адміністрація
Далаба́йська сільська адміністрація (каз. Далабай ауылдық әкімдігі, рос. Далабайская сельская администрация) — адміністративна одиниця у складі Жаркаїнського району Акмолинської області Казахстану. Адміністративний центр та єдиний населений пункт — село Далабай.
Населення — 247 осіб (2021; 365 у 2009, 898 у 1999, 1107 у 1989).
Станом на 1989 рік існували Братолюбовська сільська рада (села Братолюбовка, Любіцьке) та Тассуатська сільська рада (село Тассуат). 1993 року сільради утворили Далабайський сільський округ. 2000 року зі складу Далабайського сільського округу виділено Тассуатський сільський округ. Село Актобе було ліквідовано 2005 року. 2013 року Далабайський сільський округ перетворено в сільську адміністрацію.

## Склад
До складу адміністрації входять такі населені пункти:
| Населений пункт | Колишні назви | Населення, осіб (1989) | Населення, осіб (1999) | Населення, осіб (2009) | Населення, осіб (2021) |
| --------------- | ------------- | ---------------------- | ---------------------- | ---------------------- | ---------------------- |
| Далабай, село   | Братолюбовка  | 910                    | 767                    | 365                    | 238                    |
| --Актобе, село  | Любіцьке      | 197                    | 131                    | -                      | 9                      |